# Коммунальное войско
Коммунальное войско (фр. troupes des communes), то есть войско городских общин, существовало во Франции ещё при Людовике VI. Филипп II Август определил степень участия, которое каждый город и церковный приход были обязаны принимать в войнах, число и род выставляемых войск, их вооружение и правила содержания. Отборные ратники коммунального войска входили в состав конных и пеших сержантов (фр. sergents à cheval et à pied); остальные составляли дружины стрелков из луков и самопалов. Коммунальное войско набиралось из городских обывателей и наёмников и содержалось за счёт города.